# Sportclub Preußen 06 Münster 1996-1997
Questa voce raccoglie le informazioni riguardanti lo Sportclub Preußen 06 Münster nelle competizioni ufficiali della stagione 1996-1997.

## Stagione
Nella stagione 1996-1997 il Preussen Münster, allenato da Peter Vollmann, concluse il campionato di Regionalliga ovest-sudovest al 5º posto.

## Rosa
| N. |                     | Ruolo | Calciatore        |
| -- | ------------------- | ----- | ----------------- |
| 2  | Germania (bandiera) | D     | Timo Kemming      |
| 4  | Germania (bandiera) | D     | Olaf Buschkötter  |
| 5  | Germania (bandiera) | D     | André Bertelsbeck |
| 7  | Germania (bandiera) | C     | Reinhard Geise    |
| 10 | Germania (bandiera) | D     | Thomas Ridder     |
| 11 | Germania (bandiera) | A     | Carsten Gockel    |
| 20 | Germania (bandiera) | A     | Marco Antwerpen   |
|    | Germania (bandiera) | P     | Dirk Teichmann    |
|    | Germania (bandiera) | P     | Dirk Winter       |
|    | Germania (bandiera) | D     | Dirk Böcker       |
|    | Germania (bandiera) | D     | Raphael Gebker    |
|    | Germania (bandiera) | D     | Thomas Langbein   |
|    | Croazia (bandiera)  | D     | Robert Miloš      |

| N. |                        | Ruolo | Calciatore        |
| -- | ---------------------- | ----- | ----------------- |
|    | Germania (bandiera)    | D     | Matthias Sellmann |
|    | Germania (bandiera)    | C     | Lars Albers       |
|    | Germania (bandiera)    | C     | Lutz Heilmann     |
|    | Germania (bandiera)    | C     | Ralf Heskamp      |
|    | Stati Uniti (bandiera) | C     | Robert Labelle    |
|    | Germania (bandiera)    | C     | Jörg Pahlig       |
|    | Germania (bandiera)    | C     | Dirk Reinert      |
|    | Germania (bandiera)    | C     | Claudius Schudzik |
|    | Germania (bandiera)    | C     | Jürgen Serr       |
|    | Germania (bandiera)    | A     | Lars Anfang       |
|    | Germania (bandiera)    | A     | Fred Klaus        |
|    | Germania (bandiera)    | A     | Dirk Schmelting   |

## Organigramma societario
Area tecnica
- Allenatore: Peter Vollmann
- Allenatore in seconda:
- Preparatore dei portieri:
- Preparatori atletici:
- Analisi video:

## Calciomercato

### Sessione estiva
| Acquisti | Acquisti        | Acquisti             | Acquisti |
| R.       | Nome            | da                   | Modalità |
| -------- | --------------- | -------------------- | -------- |
| A        | Marco Antwerpen | Hammer               |          |
| A        | Carsten Gockel  | Hammer               |          |
| C        | Ralf Heskamp    | Osnabrück            |          |
| D        | Robert Miloš    | Lurup                |          |
| C        | Jörg Pahlig     | Borussia Dortmund II |          |

| Cessioni | Cessioni           | Cessioni           | Cessioni |
| R.       | Nome               | a                  | Modalità |
| -------- | ------------------ | ------------------ | -------- |
| D        | Christian Bouhier  | Eintracht Nordhorn |          |
| P        | Thomas Krause      | SC Hassel          |          |
| A        | Miguel Pereira     | Schalke 04         |          |
| A        | Werner Schmitz     | LR Ahlen           |          |
| C        | Heino van den Berg | Eintracht Rheine   |          |

### Sessione invernale
| Acquisti | Acquisti          | Acquisti | Acquisti |
| R.       | Nome              | da       | Modalità |
| -------- | ----------------- | -------- | -------- |
| D        | André Bertelsbeck | Bocholt  |          |

| Cessioni | Cessioni | Cessioni | Cessioni |
| R.       | Nome     | a        | Modalità |
| -------- | -------- | -------- | -------- |

## Risultati

### Regionalliga ovest-sudovest

#### Girone di andata
| Arbitro: | Milic |

|             |           |                     |
| Flausse 51’ | Marcatori | 5’, 33’, 62’ Gockel |

| Münster 4 agosto 1996, ore 15:00 CEST 2ª giornata | Preußen Münster | 0 – 0 referto | Remscheid | Preußenstadion (2 841 spett.)\| Arbitro: \| Gruse \| |
| Arbitro:                                          | Gruse           |               |           |                                                      |

| Arbitro: | Steinborn |

|                  |           |  |
| Bluhm 70’ (rig.) | Marcatori |  |

| Arbitro: | Schneider |

|                                    |           |  |
| Antwerpen 42’ Serr 48’, 79’ (rig.) | Marcatori |  |

| Münster 25 agosto 1996, ore 15:00 CEST 5ª giornata | Preußen Münster | 0 – 0 referto | Verl | Preußenstadion (3 650 spett.)\| Arbitro: \| Schräer \| |
| Arbitro:                                           | Schräer         |               |      |                                                        |

| Arbitro: | Schütz |

|                        |           |                      |
| Pröpper 20’ Tilner 27’ | Marcatori | 71’ Gockel 86’ Klaus |

| Arbitro: | Wicht |

|          |           |          |
| Serr 76’ | Marcatori | 1’ Vasak |

| Arbitro: | Wick |

|                       |           |  |
| Drljača 23’ Nuhic 90’ | Marcatori |  |

| Arbitro: | Orde |

|                                                  |           |                         |
| Serr 27’ (rig.) Gockel 53’ Klaus 73’ Reinert 83’ | Marcatori | 59’ Bigvava 60’ Adriano |

| Arbitro: | Hermsdorf |

|  |           |                                            |
|  | Marcatori | 15’, 83’ Geise 60’ (rig.), 67’ (rig.) Serr |

| Arbitro: | Wack |

|                          |           |  |
| Antwerpen 34’ Gockel 67’ | Marcatori |  |

| Arbitro: | Steinborn |

|                    |           |  |
| van der Zander 49’ | Marcatori |  |

| Arbitro: | Werthmann |

|                                |           |                         |
| Gockel 26’ Serr 33’ Gebker 51’ | Marcatori | 12’ Turgut 45’ Ekmeščić |

| Arbitro: | Schütz |

|                  |           |                        |
| Vollmar 24’, 65’ | Marcatori | 14’ Antwerpen 19’ Serr |

| Arbitro: | Kinhöfer |

|  |           |                         |
|  | Marcatori | 27’ Ristau 88’ Dikhtiar |

| Arbitro: | Werthmann |

|  |           |                          |
|  | Marcatori | 30’ Antwerpen 53’ Roling |

| Arbitro: | Milic |

|           |           |  |
| Klaus 63’ | Marcatori |  |

#### Girone di ritorno
| Arbitro: | Hermsdorf |

|             |           |  |
| Kemming 82’ | Marcatori |  |

| Arbitro: | Gruse |

|             |           |                                |
| Podszus 24’ | Marcatori | 27’ Ridder 54’ Gockel 86’ Serr |

| Münster 23 febbraio 1997, ore 14:30 CET 20ª giornata | Preußen Münster | 0 – 0 referto | Alemannia Aquisgrana | Preußenstadion (3 500 spett.)\| Arbitro: \| Albers \| |
| Arbitro:                                             | Albers          |               |                      |                                                       |

| Arbitro: | Kuhl |

|            |           |                                         |
| Czakon 90’ | Marcatori | 21’ (rig.) Serr 62’ Antwerpen 86’ Geise |

| Arbitro: | Plettenberg |

|  |           |                            |
|  | Marcatori | 45’ (rig.) Serr 90’ Ridder |

| Münster 15 marzo 1997, ore 15:00 CET 23ª giornata | Preußen Münster | 0 – 0 referto | RW Oberhausen | Preußenstadion (10 200 spett.)\| Arbitro: \| Hecker \| |
| Arbitro:                                          | Hecker          |               |               |                                                        |

| Arbitro: | Wack |

|                     |           |                       |
| Lelle 4’ Lässig 75’ | Marcatori | 39’ Kemming 71’ Geise |

| Arbitro: | Margenberg |

|           |           |  |
| Geise 90’ | Marcatori |  |

| Arbitro: | Merk |

|            |           |  |
| Kramny 71’ | Marcatori |  |

| Münster 13 aprile 1997, ore 15:00 CEST 27ª giornata | Preußen Münster | 0 – 0 referto | Salmrohr | Preußenstadion (2 710 spett.)\| Arbitro: \| Dardenne \| |
| Arbitro:                                            | Dardenne        |               |          |                                                         |

| Arbitro: | Webers |

|                       |           |                           |
| Müller 40’ Goulet 69’ | Marcatori | 89’ (rig.) Serr 90’ Geise |

| Arbitro: | Schweitzer |

|            |           |           |
| Böcker 32’ | Marcatori | 24’ Jelic |

| Arbitro: | Hülsenbeck |

|            |           |            |
| Turgut 65’ | Marcatori | 19’ Gockel |

| Arbitro: | Briesch |

|                     |           |                    |
| Klaus 14’, 44’, 78’ | Marcatori | 57’ Ewen 74’ Mutlu |

| Arbitro: | Kortholt |

|                                          |           |            |
| Ristau 18’ Fengler 28’ Feinbier 39’, 79’ | Marcatori | 10’ Gebker |

| Arbitro: | Gerber |

|  |           |               |
|  | Marcatori | 45’ Riechmann |

| Arbitro: | Kuhl |

|  |           |                                                    |
|  | Marcatori | 4’, 14’ Serr 34’ Antwerpen 71’ Sellmann 83’ Gockel |

## Statistiche

### Statistiche di squadra
| Competizione | Punti | In casa | In casa | In casa | In casa | In casa | In casa | In trasferta | In trasferta | In trasferta | In trasferta | In trasferta | In trasferta | Totale | Totale | Totale | Totale | Totale | Totale | DR  |
| Competizione | Punti | G       | V       | N       | P       | Gf      | Gs      | G            | V            | N            | P            | Gf           | Gs           | G      | V      | N      | P      | Gf     | Gs     | DR  |
| ------------ | ----- | ------- | ------- | ------- | ------- | ------- | ------- | ------------ | ------------ | ------------ | ------------ | ------------ | ------------ | ------ | ------ | ------ | ------ | ------ | ------ | --- |
| Regionalliga | 57    | 17      | 8       | 7       | 2       | 20      | 11      | 17           | 7            | 5            | 5            | 32           | 21           | 34     | 15     | 12     | 7      | 52     | 32     | +20 |
| Totale       | 57    | 17      | 8       | 7       | 2       | 20      | 11      | 17           | 7            | 5            | 5            | 32           | 21           | 34     | 15     | 12     | 7      | 52     | 32     | +20 |

### Andamento in campionato
| Giornata  | 1 | 2 | 3  | 4 | 5 | 6 | 7 | 8  | 9 | 10 | 11 | 12 | 13 | 14 | 15 | 16 | 17 | 18 | 19 | 20 | 21 | 22 | 23 | 24 | 25 | 26 | 27 | 28 | 29 | 30 | 31 | 32 | 33 | 34 |
| --------- | - | - | -- | - | - | - | - | -- | - | -- | -- | -- | -- | -- | -- | -- | -- | -- | -- | -- | -- | -- | -- | -- | -- | -- | -- | -- | -- | -- | -- | -- | -- | -- |
| Luogo     | T | C | T  | C | C | T | C | T  | C | T  | C  | T  | C  | T  | C  | T  | C  | C  | T  | C  | T  | T  | C  | T  | C  | T  | C  | T  | C  | T  | C  | T  | C  | T  |
| Risultato | V | N | P  | V | N | N | N | P  | V | V  | V  | P  | V  | N  | P  | V  | V  | V  | V  | N  | V  | V  | N  | N  | V  | P  | N  | N  | N  | N  | V  | P  | P  | V  |
| Posizione | 1 | 2 | 10 | 3 | 6 | 7 | 9 | 12 | 6 | 5  | 4  | 6  | 5  | 5  | 5  | 5  | 5  | 4  | 4  | 4  | 4  | 4  | 3  | 3  | 3  | 3  | 3  | 3  | 5  | 5  | 4  | 5  | 5  | 5  |

Legenda:

Luogo: C = Casa; T = Trasferta. Risultato: V = Vittoria; N = Pareggio; P = Sconfitta.

### Statistiche dei giocatori
| L. Albers      | 10 | 0  | 0 | 0 |
| L. Anfang      | 4  | 0  | 0 | 0 |
| M. Antwerpen   | 30 | 6  | 0 | 0 |
| A. Bertelsbeck | 13 | 0  | 0 | 0 |
| O. Buschkötter | 33 | 0  | 2 | 0 |
| D. Böcker      | 18 | 1  | 0 | 0 |
| R. Gebker      | 31 | 2  | 5 | 0 |
| R. Geise       | 32 | 6  | 2 | 1 |
| C. Gockel      | 34 | 10 | 1 | 1 |
| L. Heilmann    | 1  | 0  | 0 | 0 |
| R. Heskamp     | 8  | 0  | 0 | 0 |
| T. Kemming     | 34 | 2  | 6 | 1 |
| F. Klaus       | 30 | 6  | 1 | 0 |
| R. Labelle     | 3  | 0  | 0 | 0 |
| T. Langbein    | 26 | 0  | 3 | 2 |
| R. Miloš       | 0  | 0  | 0 | 0 |
| J. Pahlig      | 14 | 0  | 0 | 0 |
| D. Reinert     | 14 | 1  | 0 | 0 |
| T. Ridder      | 17 | 2  | 0 | 1 |
| M. Roling      | 7  | 1  | 0 | 0 |
| D. Schmelting  | 1  | 0  | 0 | 0 |
| C. Schudzik    | 3  | 0  | 0 | 0 |
| M. Sellmann    | 28 | 1  | 1 | 2 |
| J. Serr        | 31 | 14 | 0 | 1 |
| D. Teichmann   | 4  | 0  | 0 | 0 |
| D. Winter      | 31 | 0  | 0 | 0 |